# Зяглуд-Какся
Зяглу́д-Какся́ (рос. Зяглуд-Какся) — присілок у Вавозькому районі Удмуртії, Росія.

## Населення
Населення — 316 осіб (2010; 321 в 2002).
Національний склад (2002):
- удмурти — 93 %

## Господарство
У присілку діють дитячий садочок, фельдшерсько-акушерський пункт та сільський клуб.
Урбаноніми:
- вулиці — Зарічна, Молодіжна, Нова, Садова, Травнева